# Rivilata ius
Rivilata ius är en svampart som beskrevs av Kohlm., Volkm.-Kohlm. & O.E. Erikss. 1998. Rivilata ius ingår i släktet Rivilata och familjen Saccardiaceae.   Inga underarter finns listade i Catalogue of Life.